# Hilke Feldrappe

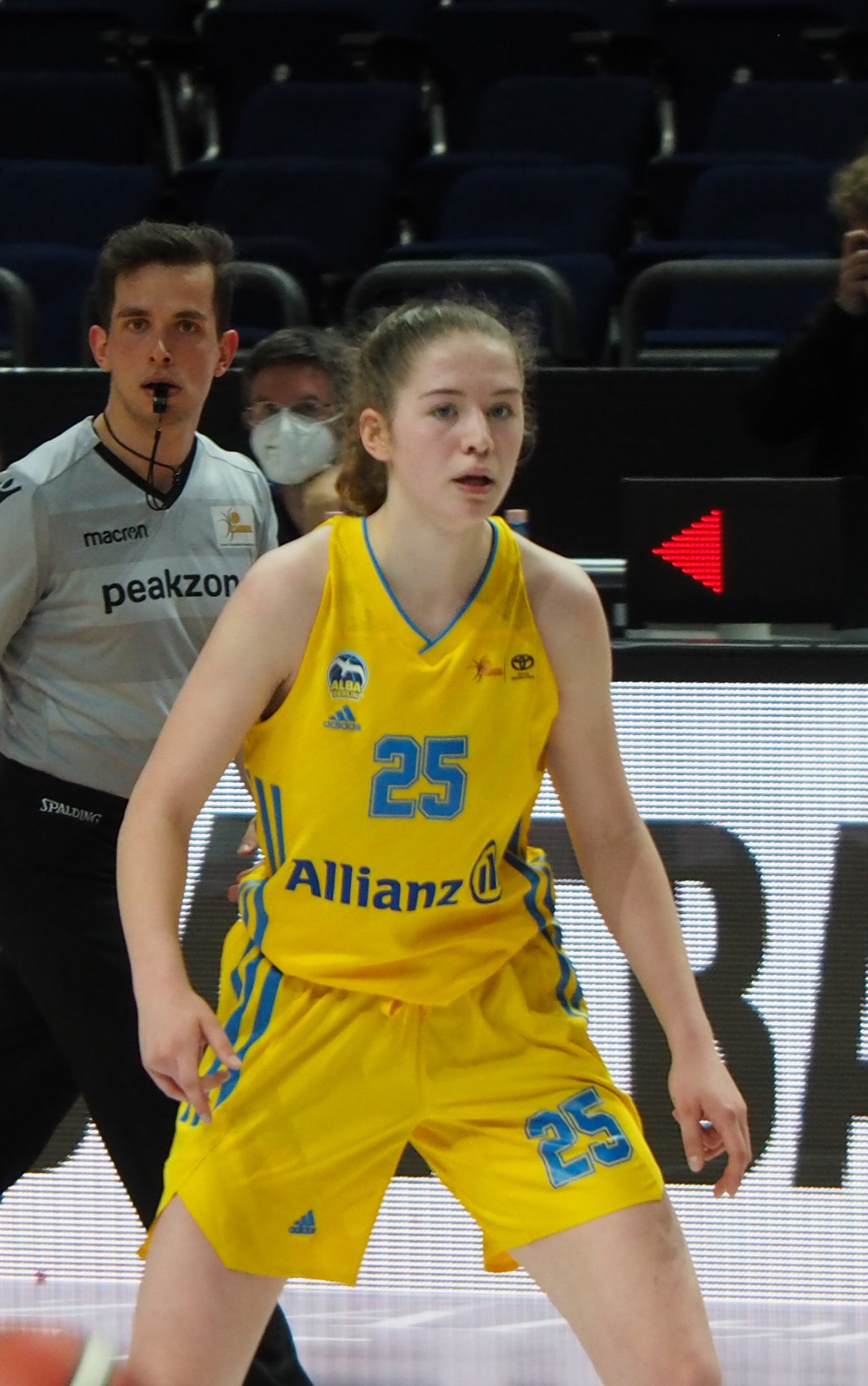
Hilke Feldrappe (2022)

Hilke Feldrappe (* 12. April 2004 in Berlin) ist eine deutsche Basketballspielerin.

## Werdegang
Feldrappes Basketballlaufbahn im Verein begann beim VfL Lichtenrade, dort spielte sie ab dem fünften Lebensjahr. Sie wechselte zum TuS Lichterfelde, spielte für den Verein später in der Weiblichen Nachwuchs-Basketball-Bundesliga sowie im Damenbereich in der 1. Regionalliga.
2020 ging die 1,90 Meter große Flügelspielerin zu Alba Berlin, spielte in der 2. Bundesliga sowie weiterhin in der Jugend. 2022 gewann Feldrappe mit den Berlinerinnen den deutschen U18-Meistertitel und wurde als beste Spielerin des Endturniers ausgezeichnet. Im selben Jahr gelang ihr mit den Frauen von Alba Berlin der Aufstieg in die 1. Damen-Basketball-Bundesliga. In der höchsten deutschen Spielklasse wurde Feldrappe in ihrer ersten Saison Leistungsträgerin der Berlinerinnen. Zur Saison 2023/24 wechselte Feldrappe in die Vereinigten Staaten an die University of Missouri.
2019 nahm sie mit den Auswahlen des Deutschen Basketball-Bundes an der U16- und 2022 an der U18-EM teil. Mit der Damen-Nationalmannschaft erreichte Feldrappe bei der EM 2025 das Viertelfinale, dort schied man gegen Belgien aus.